# Trichilia laxipaniculata
Trichilia laxipaniculata är en tvåhjärtbladig växtart som beskrevs av José Cuatrecasas. Trichilia laxipaniculata ingår i släktet Trichilia och familjen Meliaceae. Inga underarter finns listade i Catalogue of Life.